# Fernando Echávarri
Fernando Echávarri Erasun (Santander, 13 de agosto de 1972) es un deportista español que compite en vela en las clases Tornado y Nacra 17, campeón olímpico en Pekín 2008 y bicampeón mundial de la clase Tornado.

## Trayectoria
Participó en tres Juegos Olímpicos de Verano, obteniendo una medalla de oro en Pekín 2008, en la clase Tornado (junto con Antón Paz), el octavo lugar en Atenas 2004, en la misma clase, y el decimoprimero en Río de Janeiro 2016, en la clase Nacra 17.
Ganó dos medallas de oro en el Campeonato Mundial de Tornado, en los años 2005 y 2007, y una medalla de oro en el Campeonato Europeo de Tornado de 2005. Además obtuvo una medalla de plata en el Campeonato Mundial de Nacra 17 de 2017 y dos medallas de plata en el Campeonato Europeo de Nacra 17, en los años 2017 y 2018.
Disputó dos campañas de la vuelta al mundo Ocean Race con el equipo Telefónica: en la temporada 2005-06 con el barco Movistar y en 2008-09 con el Telefónica Negro.
Se retiró de la vela olímpica en febrero de 2019. Sin embargo, siguió compitiendo en vela de crucero, y en 2021 ganó la Fastnet Race en la división de monocascos como patrón del supervelero Skorpios.
En 2005 fue nombrado Regatista Mundial del Año por la Federación Internacional de Vela junto con su compañero de la clase Tornado, Antón Paz. En 2009 fue condecorado con la medalla de oro de la Real Orden del Mérito Deportivo.

## Palmarés internacional
| Juegos Olímpicos   | Juegos Olímpicos      | Juegos Olímpicos | Juegos Olímpicos |
| Año                | Lugar                 | Medalla          | Clase            |
| ------------------ | --------------------- | ---------------- | ---------------- |
| 2008               | Pekín (China)         | Medalla de oro   | Tornado          |
| Campeonato Mundial |                       |                  |                  |
| Año                | Lugar                 | Medalla          | Clase            |
| 2005               | La Rochelle (Francia) | Medalla de oro   | Tornado          |
| 2007               | Cascaes (Portugal)    | Medalla de oro   | Tornado          |
| Campeonato Europeo |                       |                  |                  |
| Año                | Lugar                 | Medalla          | Clase            |
| 2005               | Västervik (Suecia)    | Medalla de oro   | Tornado          |

| Campeonato Mundial | Campeonato Mundial        | Campeonato Mundial | Campeonato Mundial |
| Año                | Lugar                     | Medalla            | Clase              |
| ------------------ | ------------------------- | ------------------ | ------------------ |
| 2017               | La Grande-Motte (Francia) | Medalla de plata   | Nacra 17           |
| Campeonato Europeo |                           |                    |                    |
| Año                | Lugar                     | Medalla            | Clase              |
| 2017               | Kiel (Alemania)           | Medalla de plata   | Nacra 17           |
| 2018               | Gdynia (Polonia)          | Medalla de plata   | Nacra 17           |